# Vasilij Sergejevič Dosekin

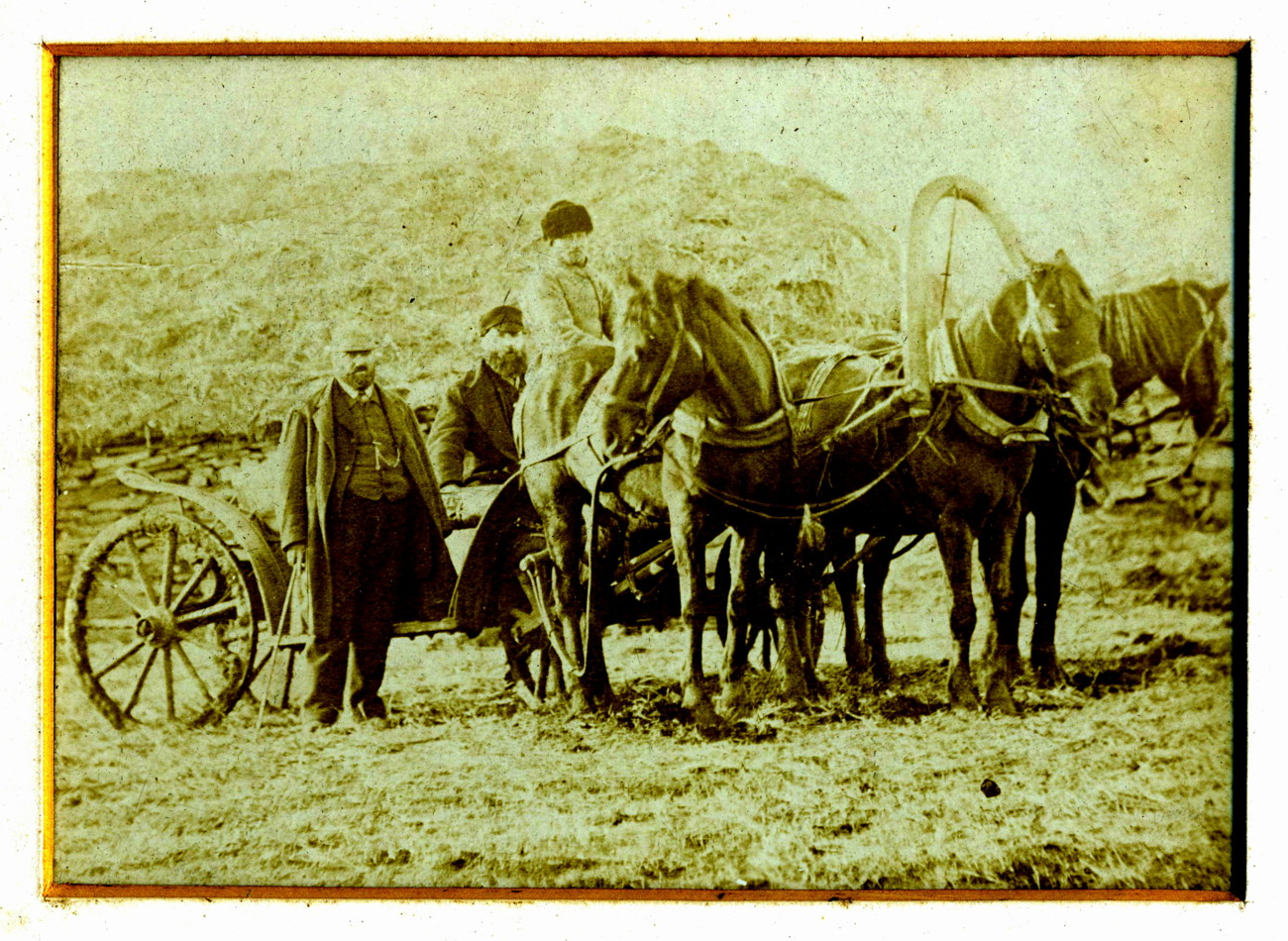
Ruská trojka poblíž Doněcku

Vasilij Sergejevič Dosekin (1829 – 1900, Charkov) byl významný ruský fotograf působící v letech 1850–1900. Pořídil značné množství portrétních fotografií slavných lidí Ruské říše – od Petra Čajkovského až po členy císařské rodiny.

## Životopis
Dědičný šlechtic, podporučík. Zúčastnil se krymské války, ve které byl zraněn. V roce 1856 byl poslán na léčbu do Charkova, kde začal v listopadu 1857 navštěvovat fotografický workshop. V dílně vytvořil portréty místních obyvatel i pohledy na město a jeho okolí.
Vasilij Sergejevič Dosekin pracoval na sérii fotografií s pohledy na Charkov od konce 50. let 20. století do počátku 60. let. Fotografie ze série jsou světle hnědé barvy, velikosti 5,5 × 8 centimetrů a jsou umístěny na pevném kartonovém podkladu. Fotografie v sérii mají velkou hloubku ostrosti. Dosekinovy fotografie byly použity v knize A. N. Guseva „Historický a referenční průvodce“  a v knize Dmitrije Bagaleje „Historie města Charkova za 250 let“.
Dosekinova fotografická dílna byla velmi populární. Postavil kopírovací stroj s nejmodernějším vybavením. Přešel od kalotypie na mokrý kolodiový proces, což umožnilo dosáhnout vysoké kvality negativů. Účastnil se výstav fotografií, opakovaně získával čestné medaile.
Dosekin kromě fotoateliéru vlastnil také cihelnu, kterou otevřel na začátku roku 1873 s armádním přítelem – kapitánem Arkadijem Ivanovičem Ioninem. Závod se nacházel poblíž Saržina Jara. Stal se obchodníkem 2. cechu.
V roce 1886 Vasilij Sergejevič Dosekin otevřel fotografický obchod v Moskvě. Jeho syn Nikolaj Vasiljevič Dosekin ve fotografování v otcově fotoateliéru pokračoval.
Vasilij Sergejevič Dosekin zemřel v květnu 1900. Dne 8. května 1900 byl pohřben v Charkově na Ivanno-Useknověnském hřbitově. Po smrti Vasilije Sergejeviče po něm byla pojmenována jedna z ulic Charkova na Šatilovce – v oblasti pojmenované po zahradách jeho dcery Maria Šatilova. Později byla přejmenována na Leninovu ulici.
Mezi portréty Dosekina patří fotografie děkabristy A. E. Rosena, herečky Eulalie Kadminové, učitelky Christiny Alčevské, architekta Alexeje Beketova, moskevského starosty Nikolaje Alexejeva a mnoho dalších.

## Historická fakta
- Dosekinova dcera Maria, vdaná Šatilova, zdědila po svém otci velkou zahradu. Proto se oblast, kde se nacházela na samém začátku 20. století, nazývala Šatilova dača, nebo jednoduše Šatilovka. Ta se rozprostírala od hipodromu k řece Lopan přes ulisi Sumská a Kločkovskaja až k rokli, která oddělovala Šatilovku od města (zasypána v roce 1930), a která se také nazývala Šatilova rokle.
- Dosekinova firma byla umístěna ve dvoupodlažní budově na Sumské ulici čp. 3. Sám umělec žil na Sumské čp. 90. Maria Šatilova žila po svatbě v domě svého manžela na Mironositské ulici čp 53.

## Galerie

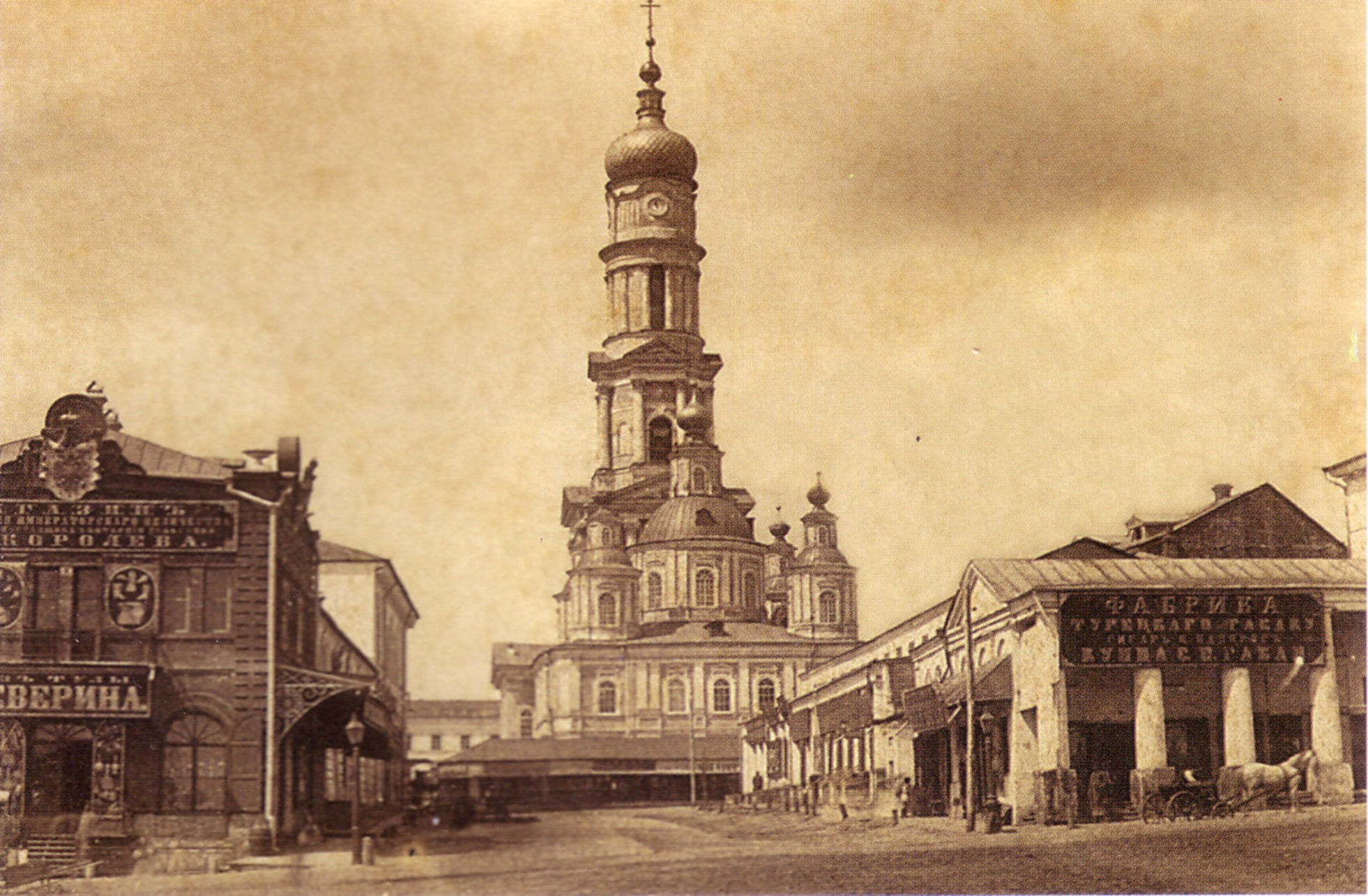
Katedrála Nanebevzetí z Moskevské ulice, Charkov, 1860–1870
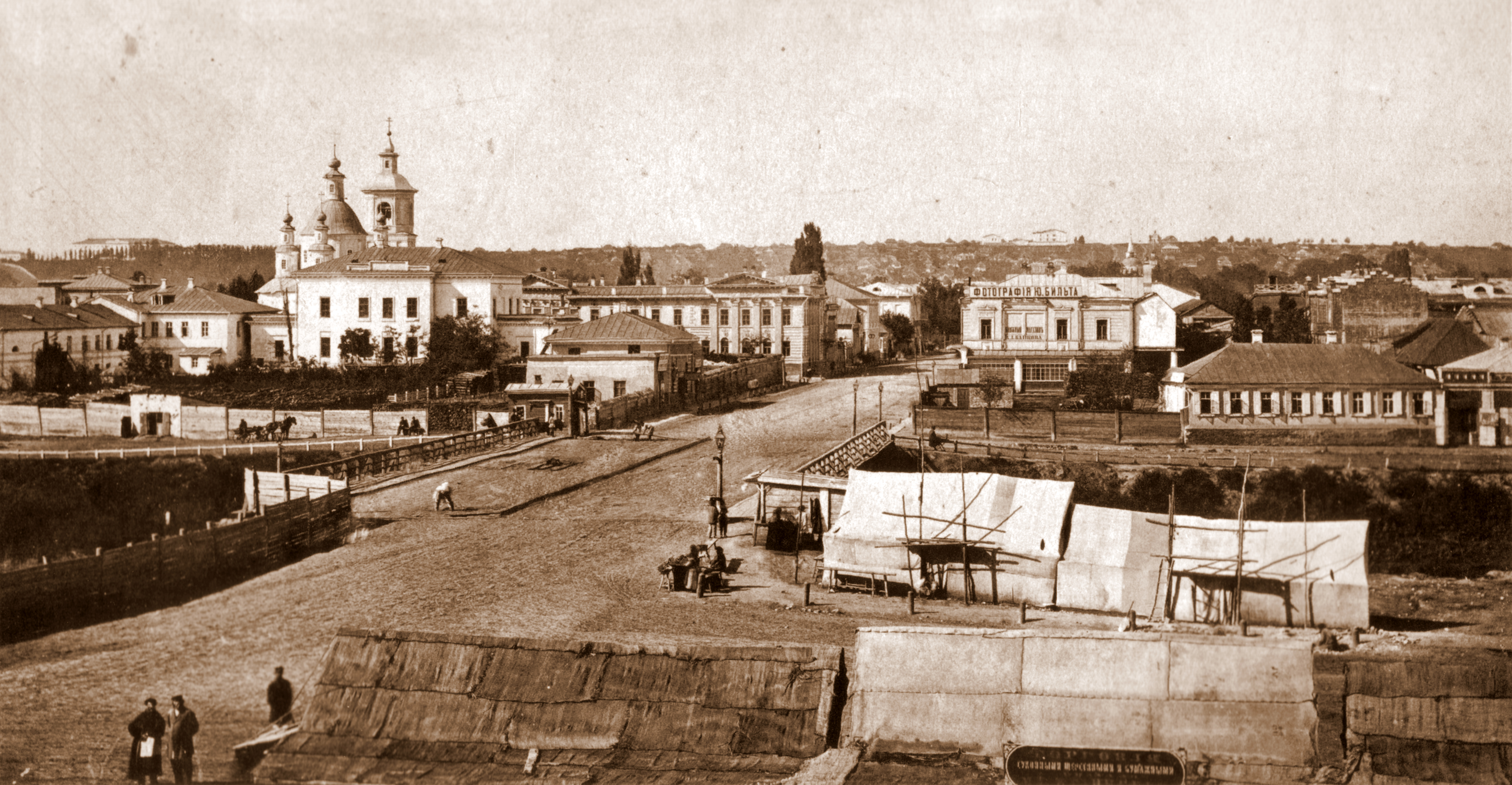
Jekatěrinoslavská ulice z Univerzitní hory, 1879
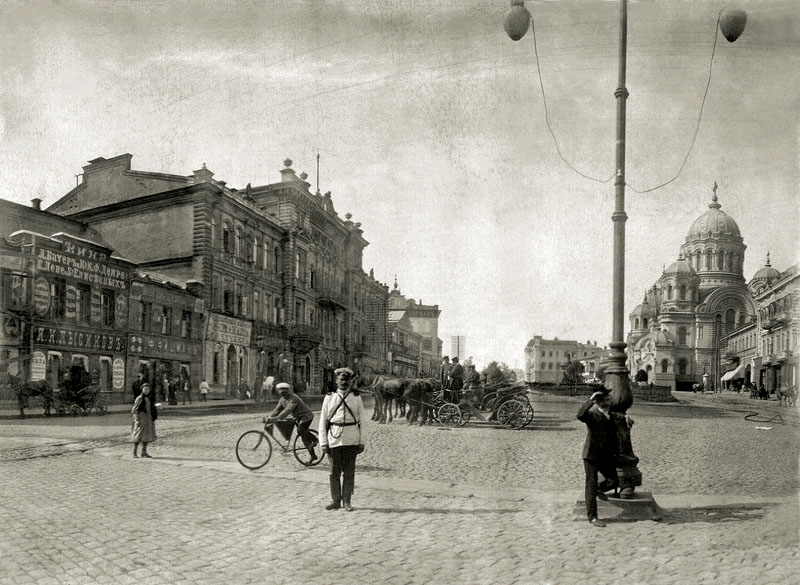
Nikolajevské náměstí a katedrála, levá strana náměstí, 1896
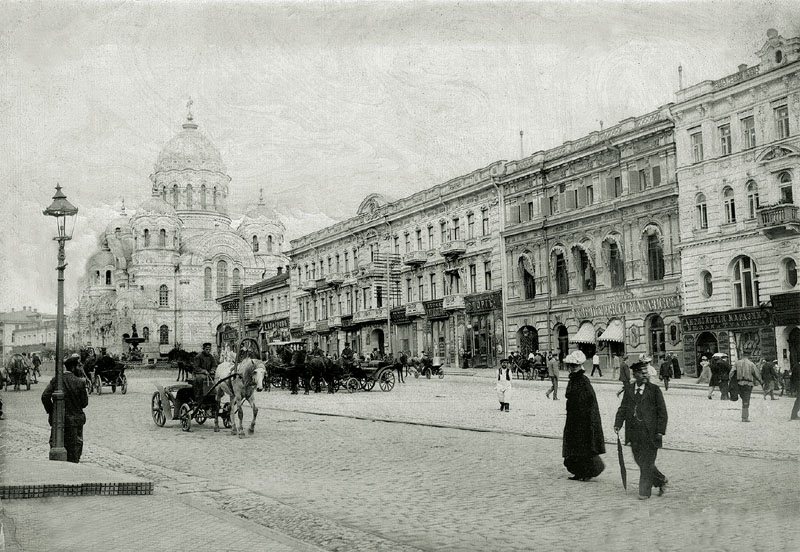
Nikolajevské náměstí a katedrála, Charkov, úravá strana náměstí, 1896

## Portréty významných osobností

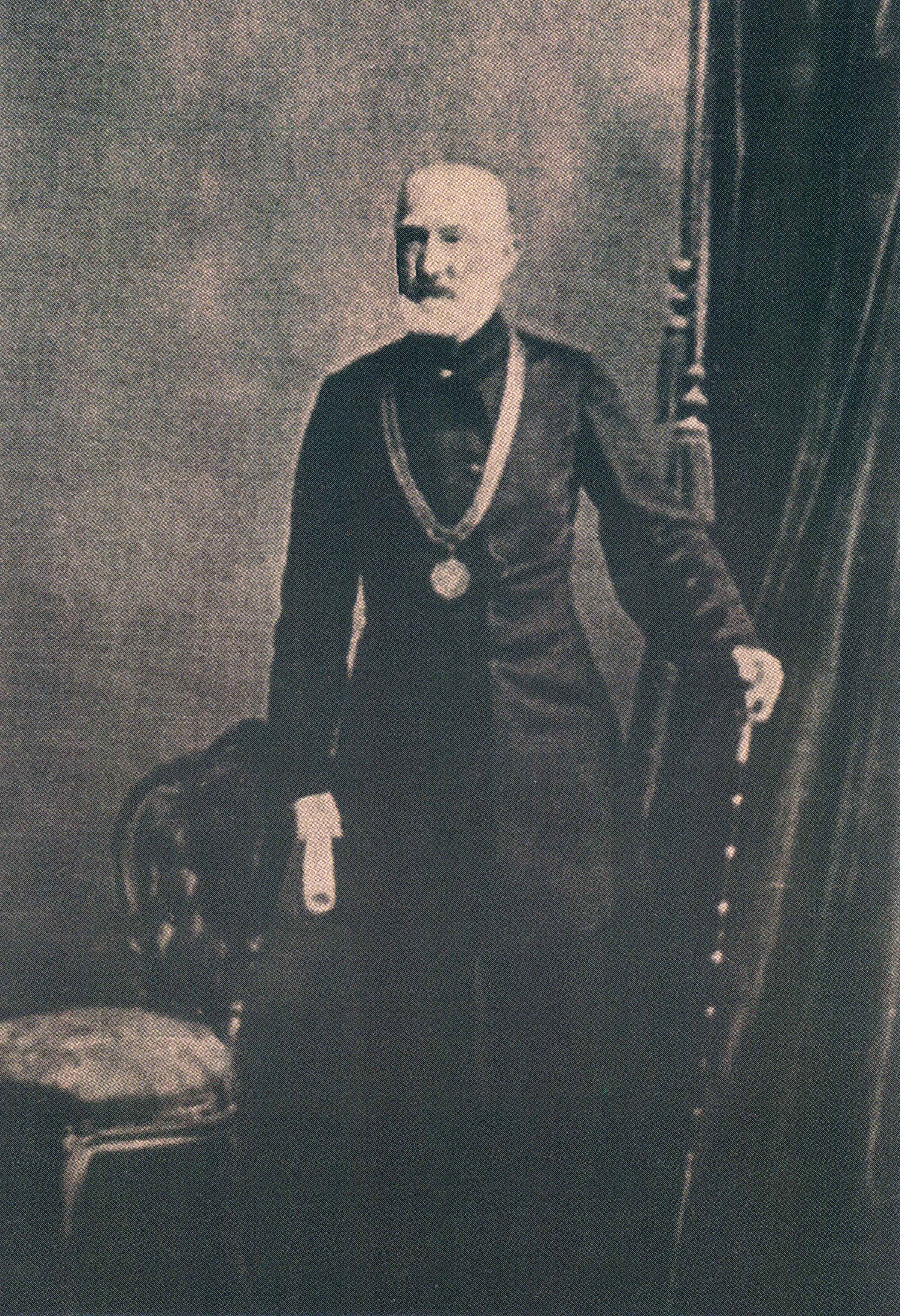
Děkabrista baron Andrej Rosen (1860–1870)
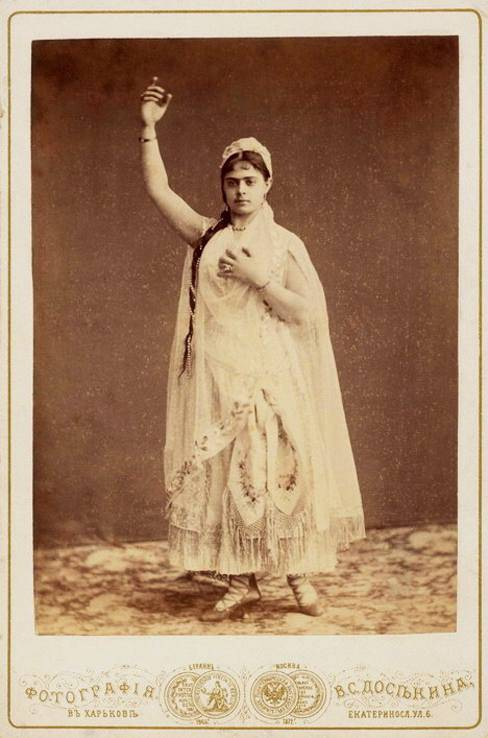
Herečka Evlalia Kadmina
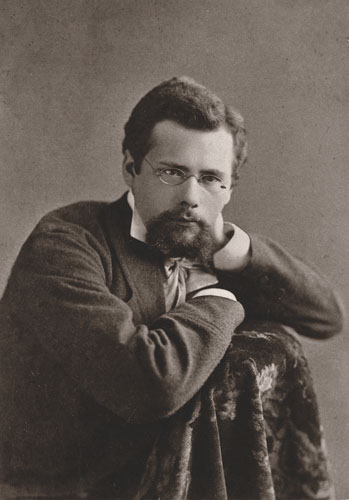
Vladimir Bachrušin
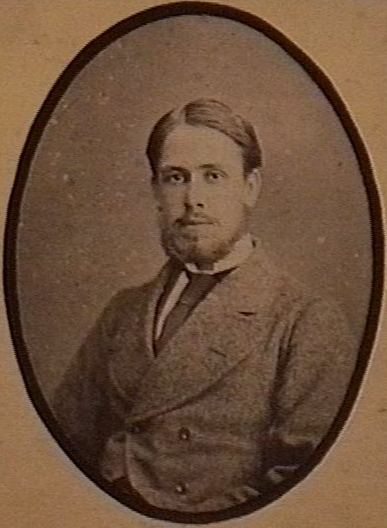
Industrialista Arthur Hughes
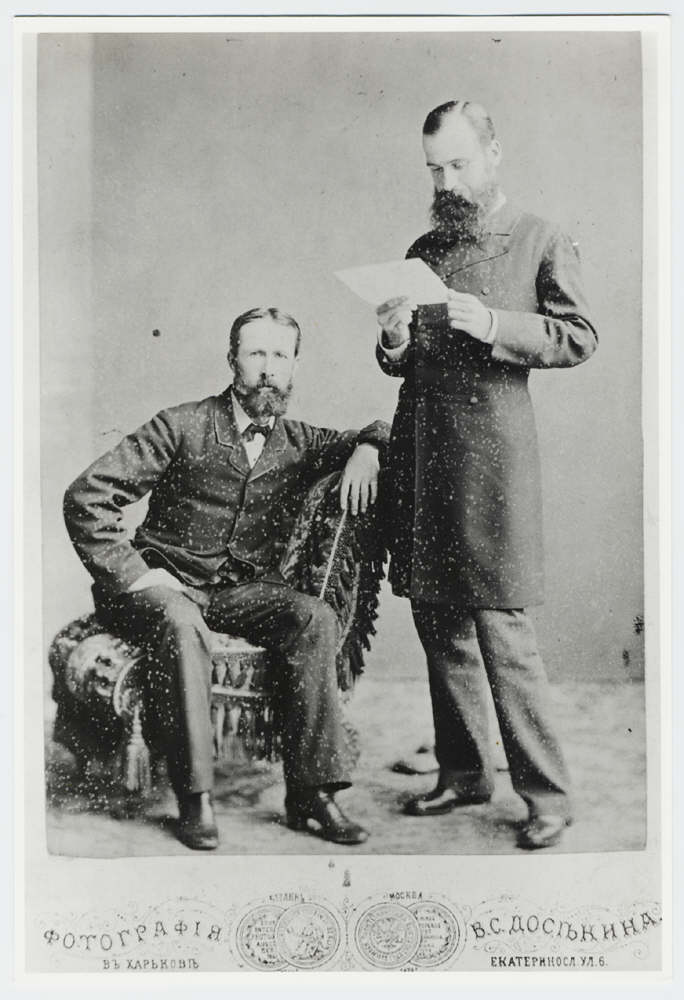
Synové Johna Hughese: Hughes John James junior (sedí) a Uzz Iver – ředitelé Juzovského závodu Novorossijské společnosti

## Dosekinovy pasparty

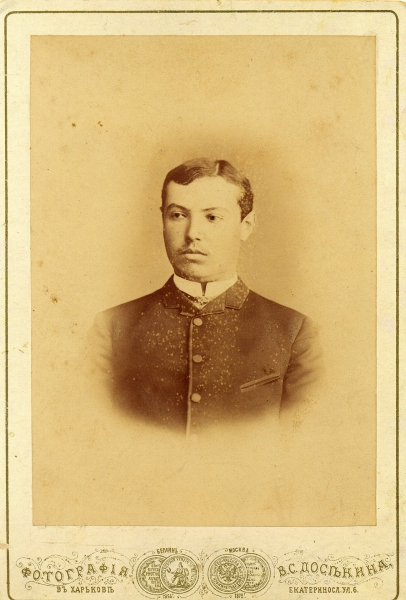
Přední strana fotografie, portrét muže, 1887
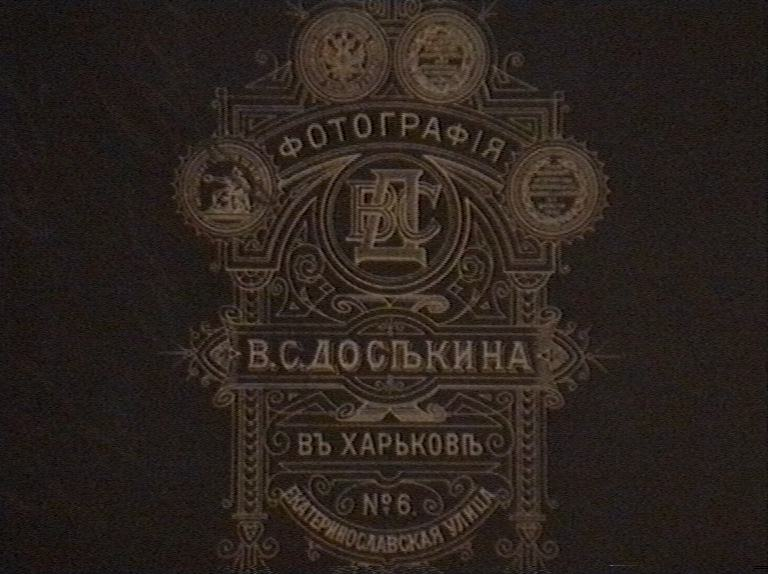
Rubová strana fotografických kartiček (carte de visite)
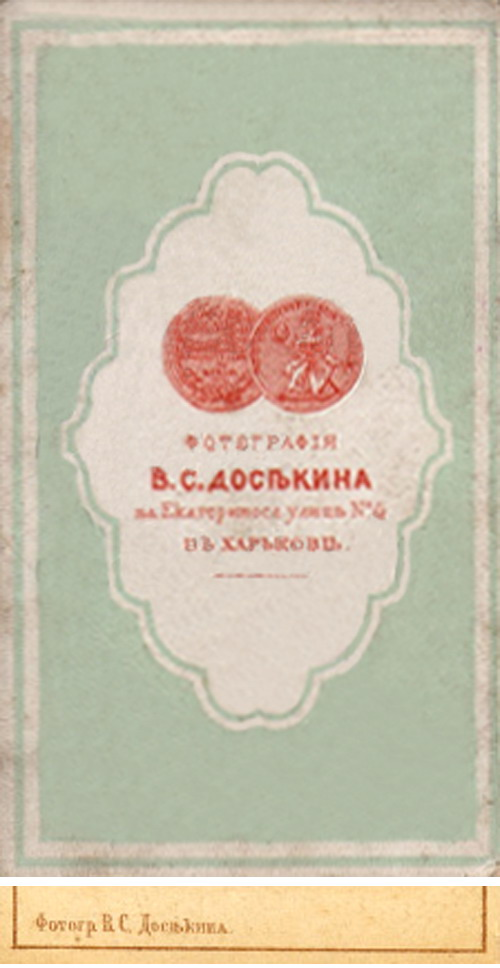
Pasparta
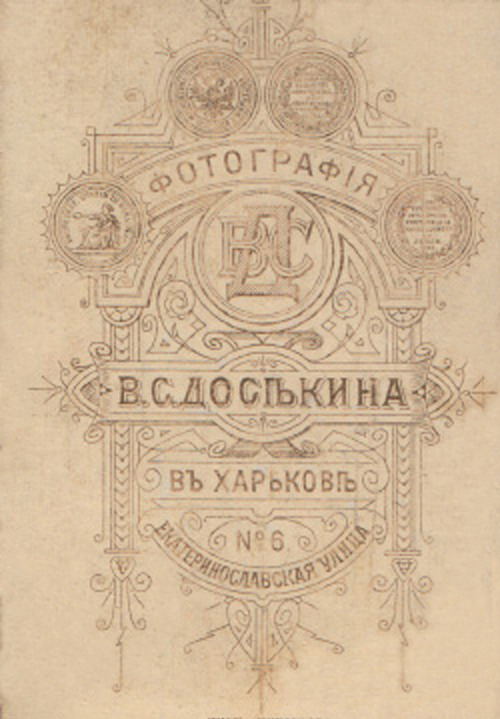
Pasparta s firemním emblémem